# Kamppi (stație de metrou)

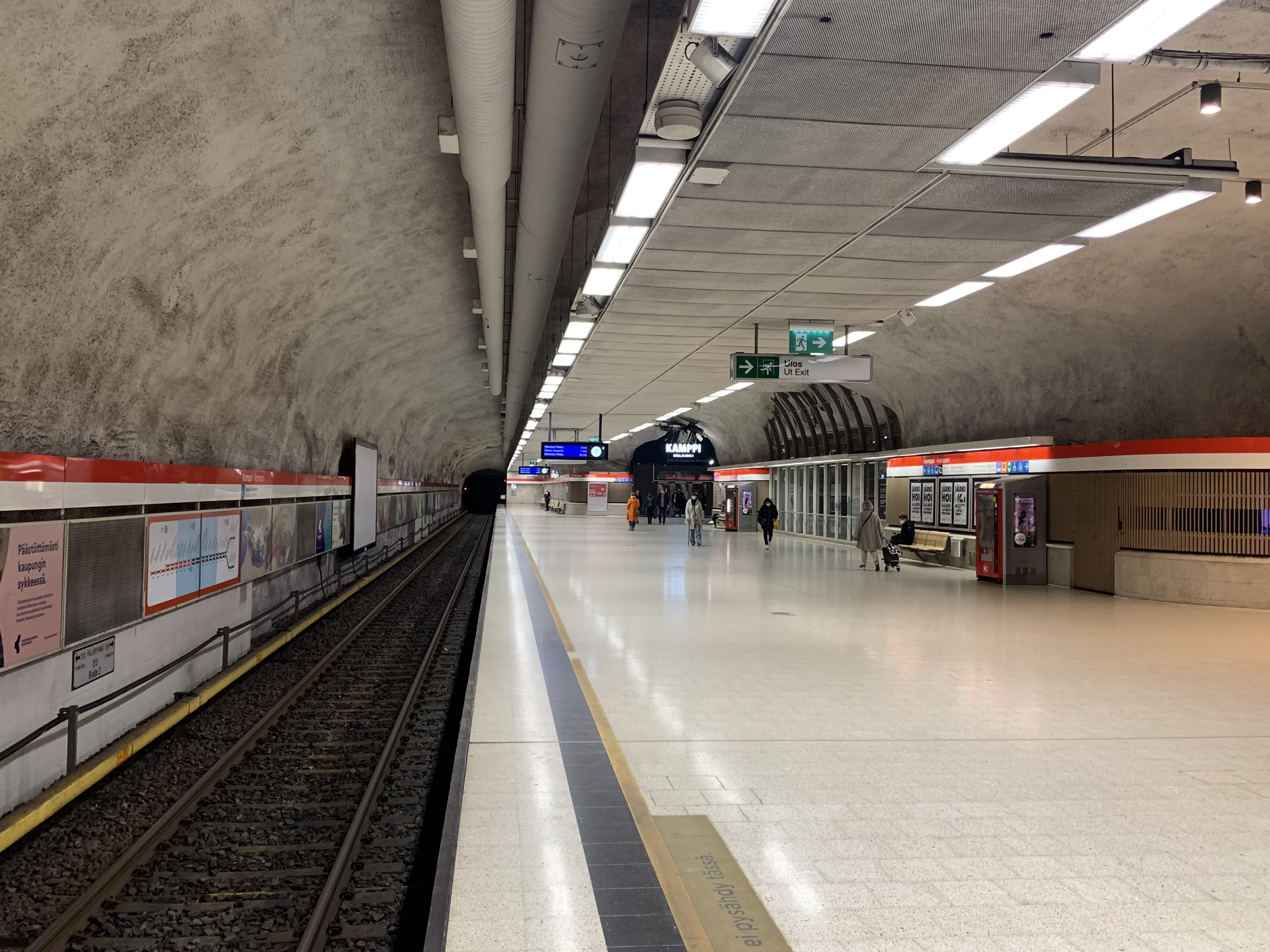
Staţia Kamppi

Kamppi (Kampen în suedeză) este o stație al metroului din Helsinki. Stația servește zona Kamppi din jurul centrului orașului, și face parte din complexul Kampin Keskus care s-a deschis în iulie 2006. Stația a fost deschisă pe 1 martie 1983, planificată de Eero Hyvämäki, Jukka Karhunen și Risto Parkkinen. Este situată la 1,169 km de la Ruoholahti și 0,487 km de la Rautatientori. Kamppi este cea mai adâncă stație din sistemul de metrou, fiind situată 30 m sub pământ.